# CCC Polsat Polkowice/Saison 2009
Erfolge des Radsportteams CCC Polsat Polkowice in der Saison 2009.

## Saison 2009

### Erfolge in den Continental Circuits
In den Rennen des UCI Continental Circuits gelangen dem Team nachstehende Erfolge.
| Datum                | Rennen                                      | Kat. | Fahrer              |
| -------------------- | ------------------------------------------- | ---- | ------------------- |
| 10. April            | 1. Etappe Tour du Maroc                     | 2.2  | Krzysztof Jeżowski  |
| 11. April            | 2. Etappe Tour du Maroc                     | 2.2  | Adrian Honkisz      |
| 14. April            | 5. Etappe Tour du Maroc                     | 2.2  | Tomasz Kiendyś      |
| 15. April            | 6. Etappe Tour du Maroc                     | 2.2  | Krzysztof Jeżowski  |
| 17. April            | 8. Etappe Tour du Maroc                     | 2.2  | Łukasz Bodnar       |
| 18. April            | 9. Etappe Tour du Maroc                     | 2.2  | Krzysztof Jeżowski  |
| 19. April            | 10. Etappe Tour du Maroc                    | 2.2  | Krzysztof Jeżowski  |
| 10. Mai              | 3. Etappe Szlakiem Grodòw Piastowskich      | 2.2  | Tomasz Smoleń       |
| 17. Juni             | Prolog Tour of Małopolska                   | 2.2  | Tomasz Kiendyś      |
| 19. Juni             | 2. Etappe Tour of Małopolska                | 2.2  | Krzysztof Jeżowski  |
| 20. Juni             | 3. Etappe Tour of Małopolska                | 2.2  | Tomasz Smoleń       |
| 28. Juni             | Polnische Meisterschaft – Straßenrennen     | NC   | Krzysztof Jeżowski  |
| 5. Juli              | 6. Etappe Course de la Solidarité Olympique | 2.1  | Bartłomiej Matysiak |
| 31. Juli             | 3. Etappe Dookoła Mazowsza                  | 2.2  | Łukasz Bodnar       |
| 31. Juli             | 4. Etappe Dookoła Mazowsza                  | 2.2  | Krzysztof Jeżowski  |
| 28. Juli – 1. August | Gesamtwertung Dookoła Mazowsza              | 2.2  | Łukasz Bodnar       |
| 14. August           | Puchar Ministra Obrony Narodowej            | 1.2  | Tomasz Kiendyś      |

### Zugänge – Abgänge
| Zugänge             | Team 2008             | Abgänge               | Team 2009             |
| ------------------- | --------------------- | --------------------- | --------------------- |
| Piotr Zieliński     | Bretagne-Armor Lux    | Mateusz Mróz          | Mróz Continental Team |
| Łukasz Bodnar       | DHL-Author            | Adam Grzeziolkowski   | Unbekannt             |
| Bartłomiej Matysiak | Legia                 | Dawid Korsak          | Unbekannt             |
| Adrian Honkisz      | Ex-Profi (Miche 2007) | Piotr Mazur           | Unbekannt             |
| Tomasz Smoleń       | Neoprofi              | Grzegorz Mazurkiewicz | Unbekannt             |
| Kamil Zieliński     | Neoprofi              | Łukasz Ochocki        | Unbekannt             |
|                     |                       | Marcin Opalinski      | Unbekannt             |
|                     |                       | Paweł Szaniawski      | Unbekannt             |
|                     |                       | Tomasz Waszewski      | Unbekannt             |
|                     |                       | Marek Wesoły          | Unbekannt             |
|                     |                       | Grzegorz Żołędziowski | Unbekannt             |

### Mannschaft
| Name                | Geburtstag         | Nationalität |
| ------------------- | ------------------ | ------------ |
| Łukasz Bodnar       | 10. Mai 1982       | Polen        |
| Adrian Honkisz      | 27. Februar 1988   | Polen        |
| Krzysztof Jeżowski  | 30. August 1975    | Polen        |
| Tomasz Kiendyś      | 23. Juni 1977      | Polen        |
| Tomasz Lisowicz     | 23. Februar 1977   | Polen        |
| Bartłomiej Matysiak | 11. September 1984 | Polen        |
| Jarosław Rębiewski  | 27. Februar 1974   | Polen        |
| Tomasz Smoleń       | 3. Februar 1983    | Polen        |
| Piotr Zieliński     | 4. Mai 1984        | Polen        |
| Kamil Zieliński     | 3. März 1988       | Polen        |